# Stelis umbelliformis
Stelis umbelliformis là một loài thực vật có hoa trong họ Lan. Loài này được Hespenh. & Dressler miêu tả khoa học đầu tiên năm 1971.